# Скра (Ченстохова)
Спортивний клуб «Скра» Ченстохова (пол. Klub Sportowy Skra Częstochowa) — польський футбольний клуб з Ченстохови, заснований у 1926 році. Виступає в Другій лізі. Домашні матчі приймає на «Стользле», місткістю 990 глядачів.